# ایوان رادوئف
ایوان رادوئف (بلغاری: Иван Радоев؛ ۹ سپتامبر ۱۹۰۱ – ۴ اوت ۱۹۸۵) بازیکن فوتبال اهل بلغارستان بود.
از باشگاه‌هایی که در آن بازی کرده‌است می‌توان به باشگاه فوتبال لفسکی صوفیه اشاره کرد.
وی همچنین در تیم ملی فوتبال بلغارستان بازی کرده‌است.